# Puerto de Dock Sud

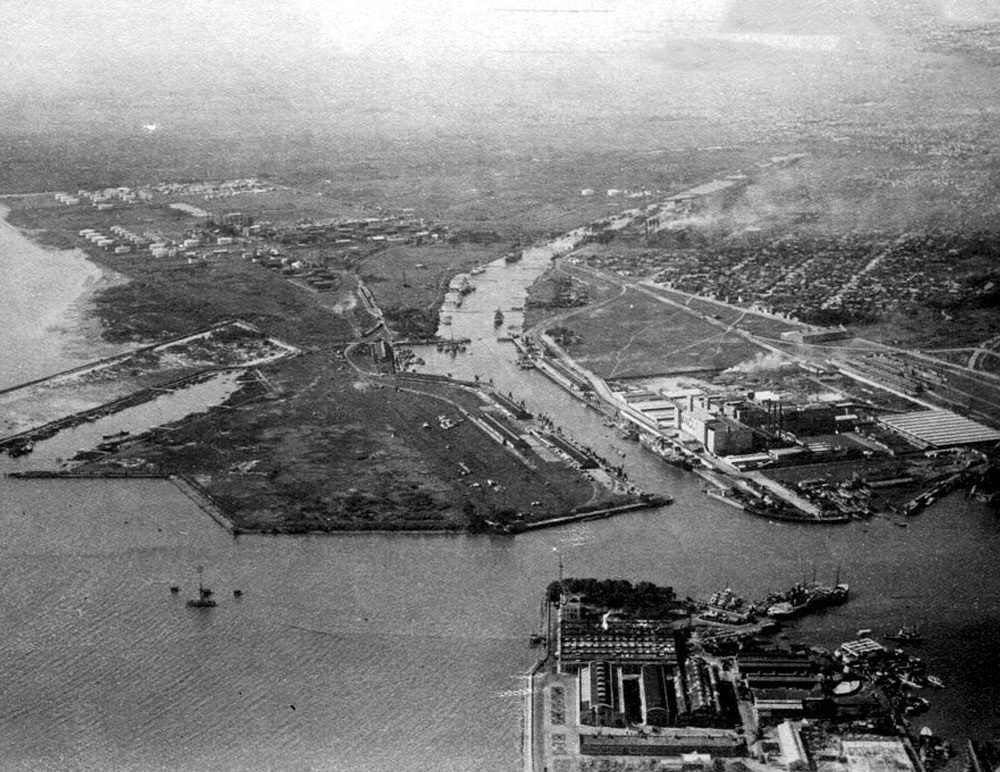
Dock Sud hacia 1905

El puerto de Dock Sud es un puerto marítimo ubicado en la costa sur del Riachuelo, en la localidad homónima, dentro de los límites del partido de Avellaneda, provincia de Buenos Aires, Argentina.

## Historia
La localidad de Dock Sud tuvo su origen en 1887 cuando comenzó la construcción del Mercado Central de Frutos, una gigantesca barraca en la costa del Riachuelo (en la actual localidad de Avellaneda, ciudad de Buenos Aires), para el almacenamiento principalmente de lana y cueros. Esta obra formaba parte de un proyecto aún mayor que incluía obras de canalización en la desembocadura del Riachuelo para permitir el ingreso de buques mercantes de gran calado.
Interesado en apoyar este emprendimiento, el 12 de octubre de 1888, el gobierno nacional sancionó la ley que le otorgaba el derecho de excavación y explotación de un Puerto en esa zona a la Sociedad Dock Sud de la Capital, propiedad de la empresa Paul Angulo y Cía. El diseño y la dirección de las obras de este nuevo puerto estuvieron a cargo del ingeniero Luis Augusto Huergo, quien también se ocupó de realizar el trazado de un barrio para albergar a los operarios. Los trabajos comenzaron en noviembre de 1889; sin embargo, a mediados del año siguiente, la empresa concesionaria quebró y la mayoría de las viviendas fueron abandonadas.
Poco después, la concesión pasó a manos del Ferrocarril del Sud, que finalizó los trabajos en 1905. Para entonces, la zona ya contaba con un importante asentamiento conocido por los vecinos como «Dock Sud», en referencia a la sociedad mencionada.
En esta gran dársena se instalarían primero descargadores de carbón y
de cereal. Años más tarde en la década de 1920 se instalarían el frigorífico Anglo y parques de tanques de combustibles. Paulatinamente comenzarían a instalarse usinas de electricidad y otras instalaciones industriales.

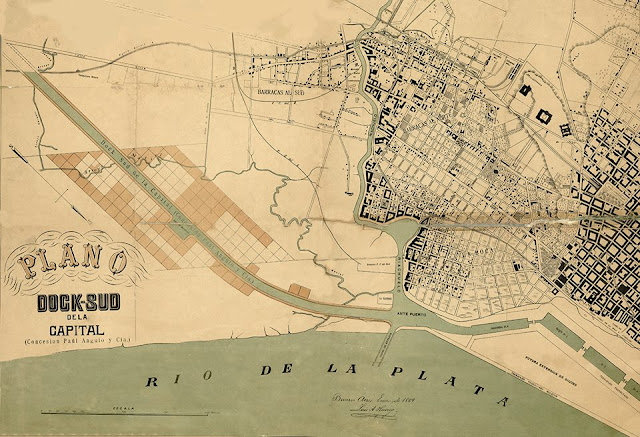
PLANO Dock Sud, concesión P Angulo, realizado por el ing Luis A Huergo, 1889

## En la actualidad
Puerto Dock Sud perteneció a la jurisdicción nacional hasta el 2 de octubre de 1993, formando parte desde esa fecha del complejo portuario de la Ciudad de Buenos Aires. Es utilizado para la atención de combustibles líquidos y productos
químicos, aunque también alberga a una de las más importantes terminales de
contenedores del país.
A partir de un Convenio suscripto entre el Estado Nacional y el Gobierno de la Provincia de Buenos Aires, ratificado por la Legislatura Provincial a través de la Ley №11.535/94, su administración y dominio fue transferido a la Provincia de Buenos Aires.
El predio de Puerto Dock Sud abarca una superficie terrestre total de 504 Ha, sin tener en cuenta la franja marginal del Riachuelo en la desembocadura con el Río de la Plata.
En el uso de su superficie participan (según datos del año 2010) principalmente la industria del petróleo (39,5 %), operadores de logística petrolera y química (15.7 %) y operadores de contenedores y carga general (10,2 %).